# Pocahontas 2: viaje a un nuevo mundo
Pocahontas II: Journey to a New World (Pocahontas II: Viaje a un Nuevo Mundo en Hispanoamérica y España, y Pocahontas II: Encuentro de dos mundos en Argentina) es una película de animación de Walt Disney Pictures de 1998, siendo una continuación de la película de 1995, Pocahontas, que al igual que esta primera película está basada en hechos reales, pero siendo la continuación de la vida historia real de Pocahontas y a la misma vez, de los últimos años de su vida. Todos los personajes que habían estado en la primera película eran los mismos con las voces originales, excepto el capitán John Smith, que recibe la voz de Donal Gibson, el hermano menor de Mel Gibson, que fue John Smith en la primera película.

## Argumento
Como embajadora de la paz, Pocahontas viaja a Inglaterra para reunirse con el Rey Jacobo I. Flit, el colibrí, Percy, el antiguo perro de raza Pug de Ratcliffe y Meeko, el mapache, se sumergen en esta emocionante aventura ocultos en el barco que viajaría a Inglaterra. Pocahontas se emociona por la noticia y su gusto por conocer cosas nuevas intensifican este sentimiento. Participa en eventos de la alta sociedad y la nobleza inglesa, teniendo la misión de demostrarle al Rey cómo es su tierra: que los indios son civilizados, pero el malvado gobernador John Ratcliffe le cuenta todo lo contrario de ellos. La historia también tiene características de la vida de la historia real de Pocahontas en su relación con John Rolfe, Pocahontas debe elegir entre él y John Smith, su primer amor.

## Reparto
- Irene Bedard: Pocahontas
- Judy Kuhn: Pocahontas (canciones)
- Billy Zane: John Rolfe
- Donal Gibson: John Smith
- David Ogden Stiers: el gobernador John Ratcliffe
- John Kassir: Meeko
- Jim Cummings: El Rey Jacobo I
- Russell Means: Jefe Powhatan
- Frank Welker: Flit
- Angelina Hantseykins: Mrs Jenkins
- Finola Hughes: La Reina Ana de Dinamarca
- Linda Hunt: Abuela Sauce
- Danny Mann: Percy
- Michelle St. John: Nakoma

## Banda sonora
- Versión original:

1. Where Do I Go From Here 

2. What a Day in London 

3. I Can't Wait 'Til He Sees You 

4. Things Are Not What They Seems 

5. Where Do I Go From Here (Reprise) 

6. Between Two Worlds
- Doblaje en español para Hispanoamérica:

1. Dime hacia dónde iré 

2. ¡Qué gran día en Londres! 

3. Cuando te vea 

4. Nada es como se ve 

5. Dime hacia dónde iré (Reprise) 

6. Para dos mundos 
- Doblaje en español para España:

1. ¿A dónde iré? 

2. Vaya día en Londres 

3. Cuando te vea 

4. Nada es como lo veis 

5. ¿A dónde iré? (Reprise) 

6. Entre dos mundos